# Guinée aux Jeux olympiques d'été de 1996
La Guinée a participé aux Jeux olympiques d'été de 1996 à Atlanta, aux États-Unis.

## Résultats par événement

### Athlétisme

#### Hommes
Événements sur piste et sur route
| Athlètes         | Épreuves         | Séries 1 | Séries 1 | Séries 2       | Séries 2       | Demi-finale    | Demi-finale    | Finale         | Finale         |
| Athlètes         | Épreuves         | Temps    | Rang     | Temps          | Rang           | Temps          | Rang           | Temps          | Rang           |
| ---------------- | ---------------- | -------- | -------- | -------------- | -------------- | -------------- | -------------- | -------------- | -------------- |
| Robert Loua      | 100 mètres       | 11.21    | 100      | n'a pas avancé | n'a pas avancé | n'a pas avancé | n'a pas avancé | n'a pas avancé | n'a pas avancé |
| Joseph Loua      | 200 mètres       | 20.81    | 37 q     | 21.01          | 36             | n'a pas avancé | n'a pas avancé | n'a pas avancé | n'a pas avancé |
| Amadou Sy Savane | 400 mètres haies | 50,90    | 44       | N / A          | N / A          | n'a pas avancé | n'a pas avancé | n'a pas avancé | n'a pas avancé |

#### Femmes
Événements sur piste et sur route
| Athlètes          | Épreuves   | Séries 1 | Séries 1 | Séries 2       | Séries 2       | Demi-finale    | Demi-finale    | Finale         | Finale         |
| Athlètes          | Épreuves   | Temps    | Rang     | Temps          | Rang           | Temps          | Rang           | Temps          | Rang           |
| ----------------- | ---------- | -------- | -------- | -------------- | -------------- | -------------- | -------------- | -------------- | -------------- |
| Sylla M'Mah Touré | 200 mètres | 26.64    | 47       | n'a pas avancé | n'a pas avancé | n'a pas avancé | n'a pas avancé | n'a pas avancé | n'a pas avancé |

### Boxe
| Athlète          | Catégorie          | 1/16e de finale           | 1/8e de finale      | Quart de finale     | Demi-finale         | Finale              |
| Athlète          | Catégorie          | Adversaire Résultat       | Adversaire Résultat | Adversaire Résultat | Adversaire Résultat | Adversaire Résultat |
| ---------------- | ------------------ | ------------------------- | ------------------- | ------------------- | ------------------- | ------------------- |
| Aboubacar Diallo | Poids super-légers | Süleymanoğlu (TUR) L 21-5 | -                   | -                   | -                   | -                   |